# Église Saint-Pierre de Châteloy
L'église Saint-Pierre est une église romane, ancien prieuré, située à Hérisson, dans le département de l'Allier, en France. Classée monument historique, elle est une des vingt-cinq églises répertoriées de la route des églises peintes du Bourbonnais.

## Localisation
L'église est située dans le village de Châteloy, écart de la commune d'Hérisson, de la communauté de communes du Pays de Tronçais du canton d'Huriel. Elle se trouve sur un éperon rocheux dominant le cours de l'Aumance, à 1,5 km au nord-ouest du bourg d'Hérisson.
Le site de Châteloy est un éperon barré 40 m au-dessus de la confluence entre la vallée de l'Aumance qui porte le nom de son affluent l'Œil avant le XVIIIe siècle, et la vallée du ruisseau de la Louise. Cet important oppidum gallo-romain de 73 ha, connu sous le nom d'oppidum de Cordes a bénéficié de fouilles archéologiques depuis la fin du XVIIIe siècle.
La tradition populaire et l'hagiographie de saint Principin, saint modeste local, céphalophore martyrisé par le roi des Goths Agripin au IVe siècle, situent le lieu du martyre au lieu-dit la Fontaine de saint Principin à 1 km environ sur la rive droite de l'Aumance ; le martyr décapité franchit ensuite à gué la rivière sur les pierres de saint Principin en contrebas de l'édifice et présente sa tête à Macaire, le gardien aveugle de l'église qui la dépose sur l'autel et recouvre la vue à cette occasion.
L'accès à Saint-Pierre-de-Châteloy à partir de la mairie d'Hérisson peut se faire par la route départementale 3 en passant devant le château d'Hérisson mais aussi en longeant l'Aumance par la route départementale 157 puis en montant un raidillon carrossable.

## Historique
Malgré les hypothèses des historiens et archéologues entre le XVIe et le XIXe siècle, les dernières recherches archéologiques ne retrouvent pas de signe d'activité de l'antique cité de Cordes sur le site de Châteloy au-delà du Ier siècle av. J.-C., mis à part l'évocation de quelques monnaies latines et mérovingiennes. Le nom de Châteloy remonte à l'appellation latine Castellum Oculi, à traduire par « Castel sur l'Œil », mais aujourd'hui ce n'est plus l'Œil, mais l'Aumance qui coule à son pied.
La légende de saint Principin suggère à l'époque wisigothique un sanctuaire dédié à saint Pierre. L'église Saint-Pierre actuelle est construite au XIIe siècle, elle est consacrée en 1170 et constitue un prieuré bénédictin dépendant de l'abbaye de Saint-Cyran-en-Brenne. Dès le XIIIe siècle elle est remise au collège séculier de Saint-Sauveur à Hérisson et en devient l'église paroissiale jusqu'en 1725,. L'étude du bâti de la nef romane évoque au niveau des murs sud et ouest de la première travée la réutilisation d'une construction préromane. 
Deux campagnes picturales ornent les murs de la nef et du chœur au XIVe siècle et au XVe-XVIe siècle ; au début du XVIe siècle une chapelle seigneuriale ouverte sur la première travée du bas-côté nord est construite probablement par les Villelume, seigneurs de La Roche-Othon, qui en font leur chapelle funéraire. À la même époque le clocher est renforcé, cinq arcs-boutants contrebutent essentiellement le mur nord, le portail ouvert sur la troisième travée du mur nord est refait en style flamboyant. La flèche en bois sur le clocher datant du XVIIe est refaite au XIXe siècle.  
L'église est vendue comme bien national à la Révolution et devient propriété privée ; acquise par Jean Gilberton le 26 germinal an VII, son fils en fait don à la commune de Hérisson le 23 novembre 1852. Au milieu du XXe siècle, l'église est très délabrée ; les restaurations successives ont pu en être entreprises grâce aux recettes du festival de musique et aux subventions publiques.
Propriété de la commune, elle est rattachée pour le culte à la paroisse du bon pasteur du diocèse de Moulins.
L'édifice est classé au titre des monuments historiques le 22 janvier 1909.

## Description
L'église, située à l'extrémité occidentale du village de Châteloy, est bordée au nord par l'ancien prieuré du XVe, actuellement propriété privée, et à l'est par un cimetière dont la clôture englobe le chevet. Un couvercle de sarcophage orné d'une croix est placé à l'entrée du chemin longeant le côté nord permettant l'accès au portail. L'édifice est orienté. Il mesure 30 m sur 14 m, 15,5 m à la hauteur de la chapelle seigneuriale. Constitué d'une nef principale se terminant par une abside, il est flanqué au nord d'un bas-côté qui supporte le clocher sur l'avant-dernière travée et se termine par une absidiole. Une chapelle seigneuriale sans porte extérieure s'ouvre sur la dernière travée. Il est couvert de tuiles canal sauf la flèche du clocher octogonale sur une base carrée couverte de tavaillons.

### Extérieur
La tour du clocher comporte trois niveaux : une fenêtre en plein cintre sous des fenêtres aveugles géminées encadrées de colonnettes, au-dessus, sous la flèche, s'ouvrent une paire de fenêtres géminées en plein cintre avec les abat-sons. Sur un contrefort au nord du clocher, deux pierres en réemploi sculptées en bas-relief représentent un acrobate les jambes écartées, une tête et un basilic. La porte du portail qui s'ouvre sur la deuxième travée du bas-côté nord, sous un arc flamboyant, possède encore sa serrure ancienne du XVIe siècle, décorée en plis de serviette ; elle est surmontée des fleurs de lys des ducs de Bourbon,.

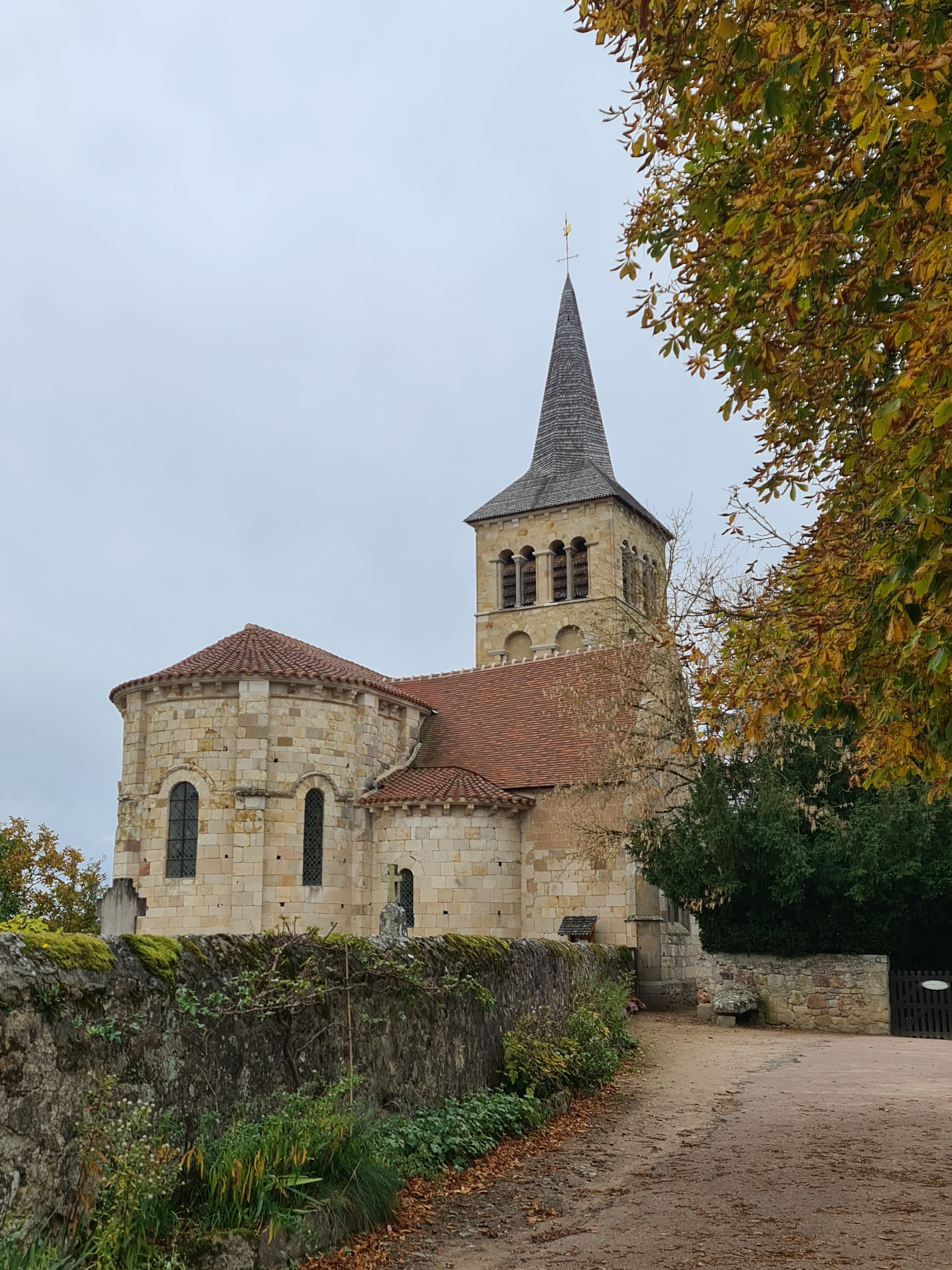
Chevet clocher et mur du cimetière.
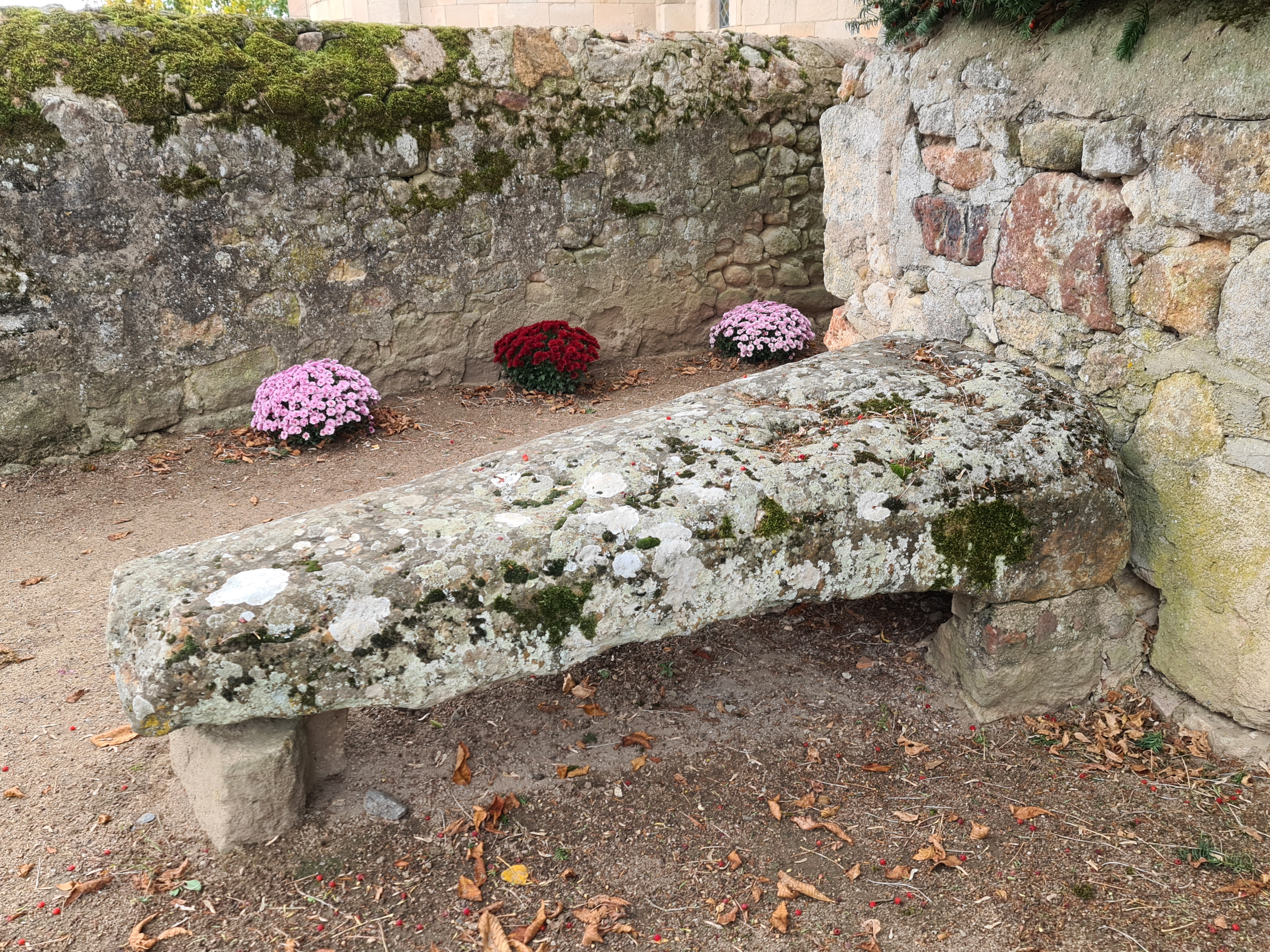
Couvercle de sarcophage à l'entrée de l'accès au portail.
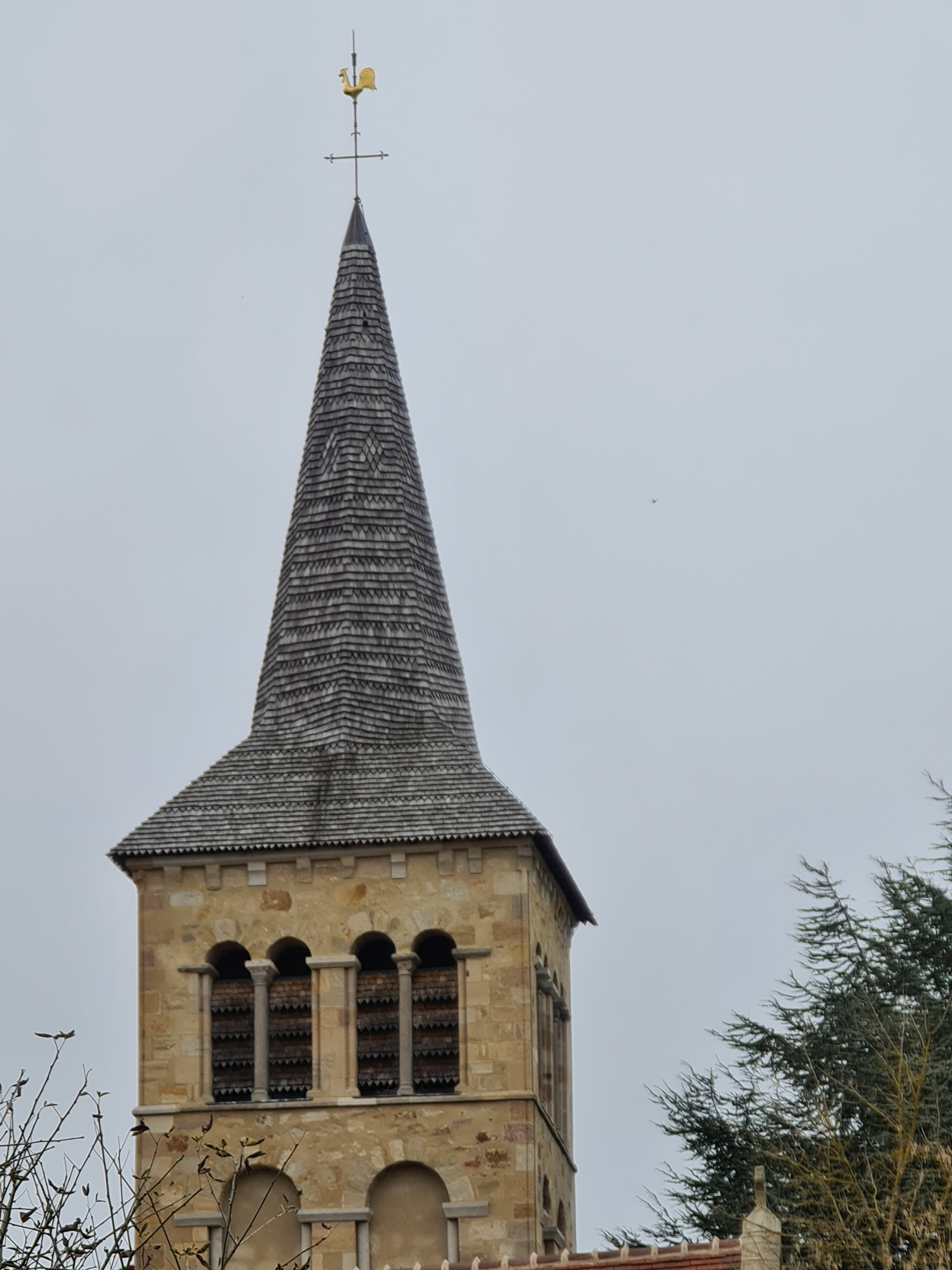
Flèche couverte de tavaillons.
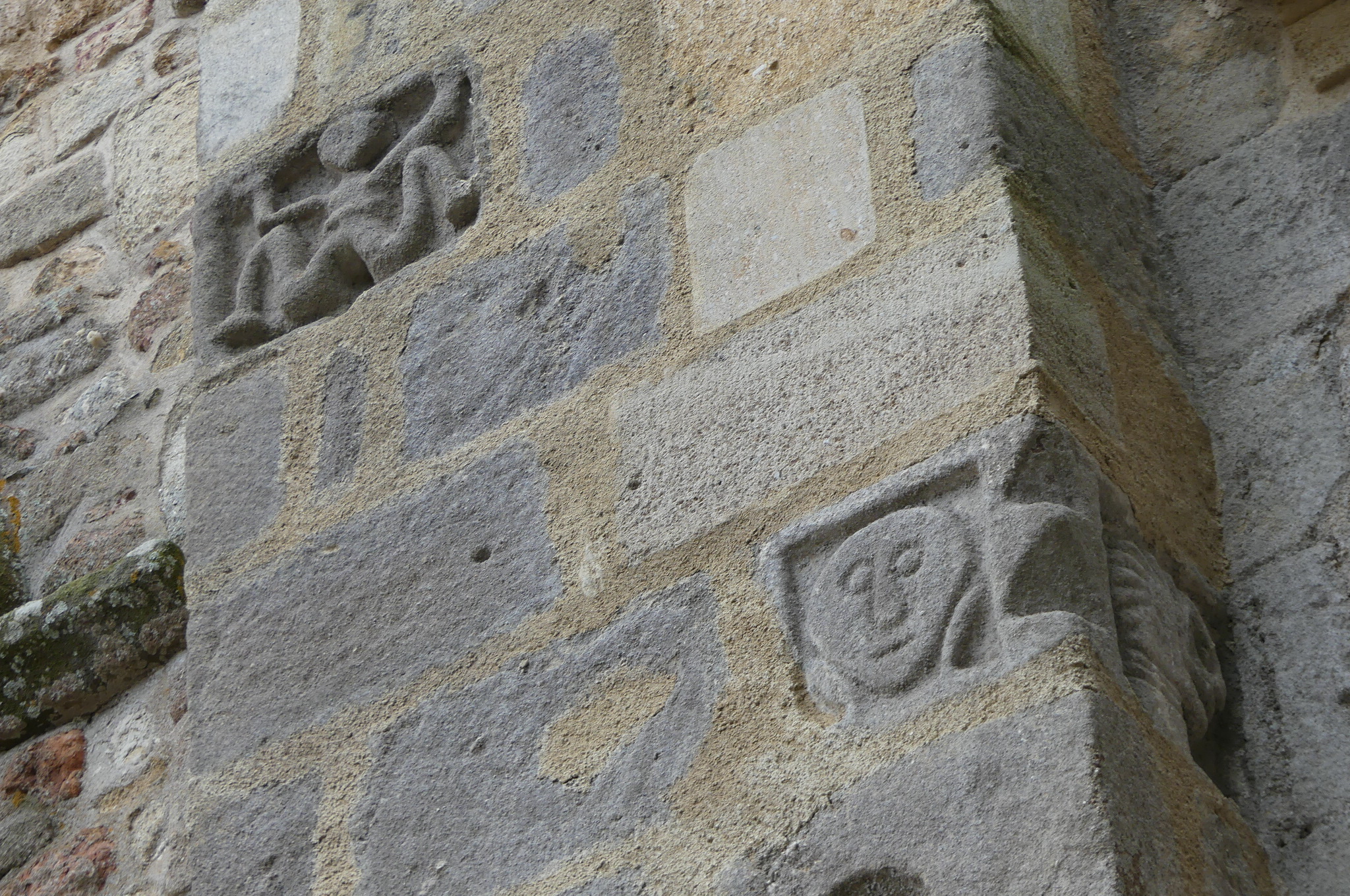
Contrefort nord, acrobate tête et basilic.
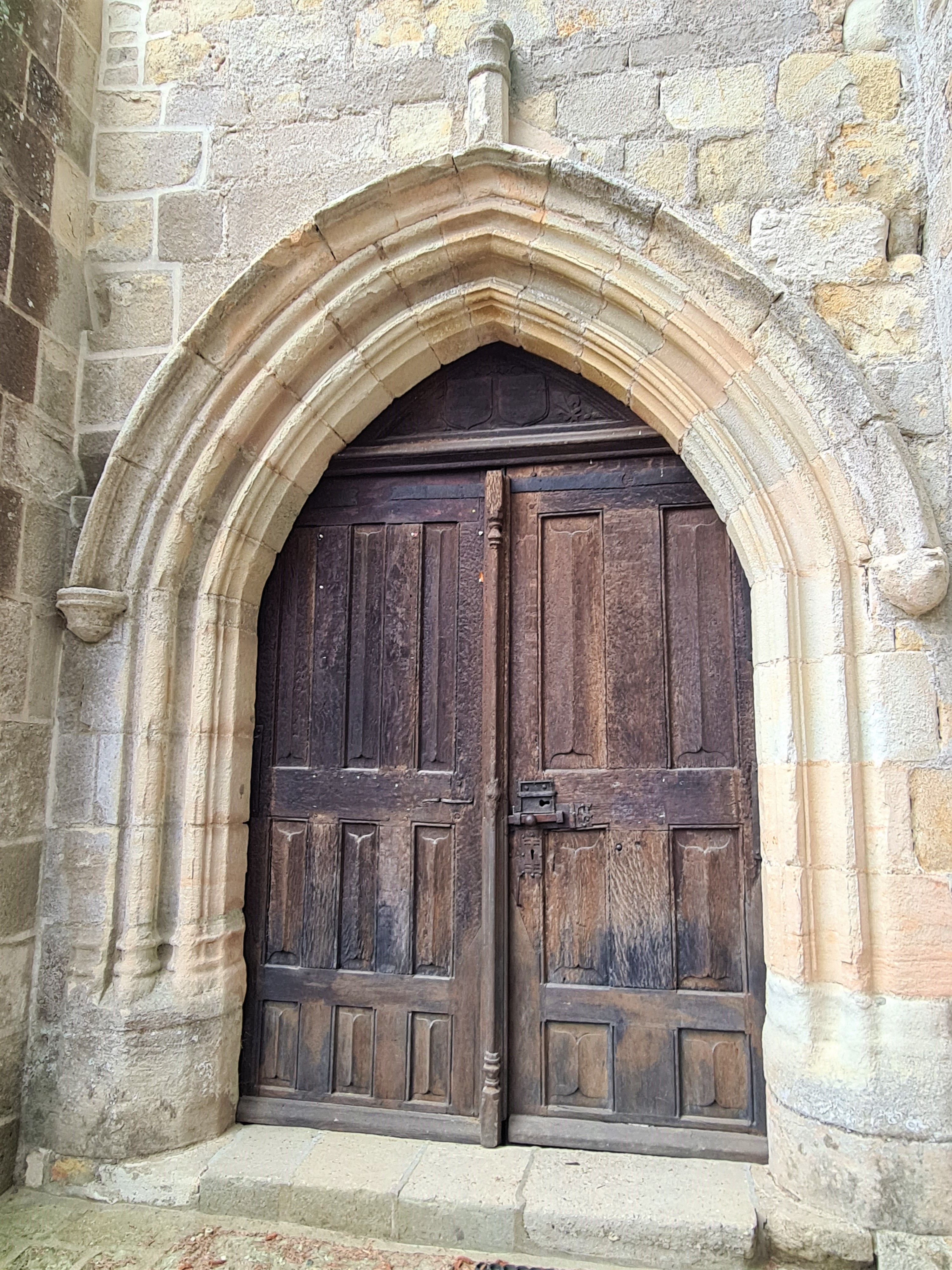
Porte XVIe siècle entrée par le bas-côté nord.
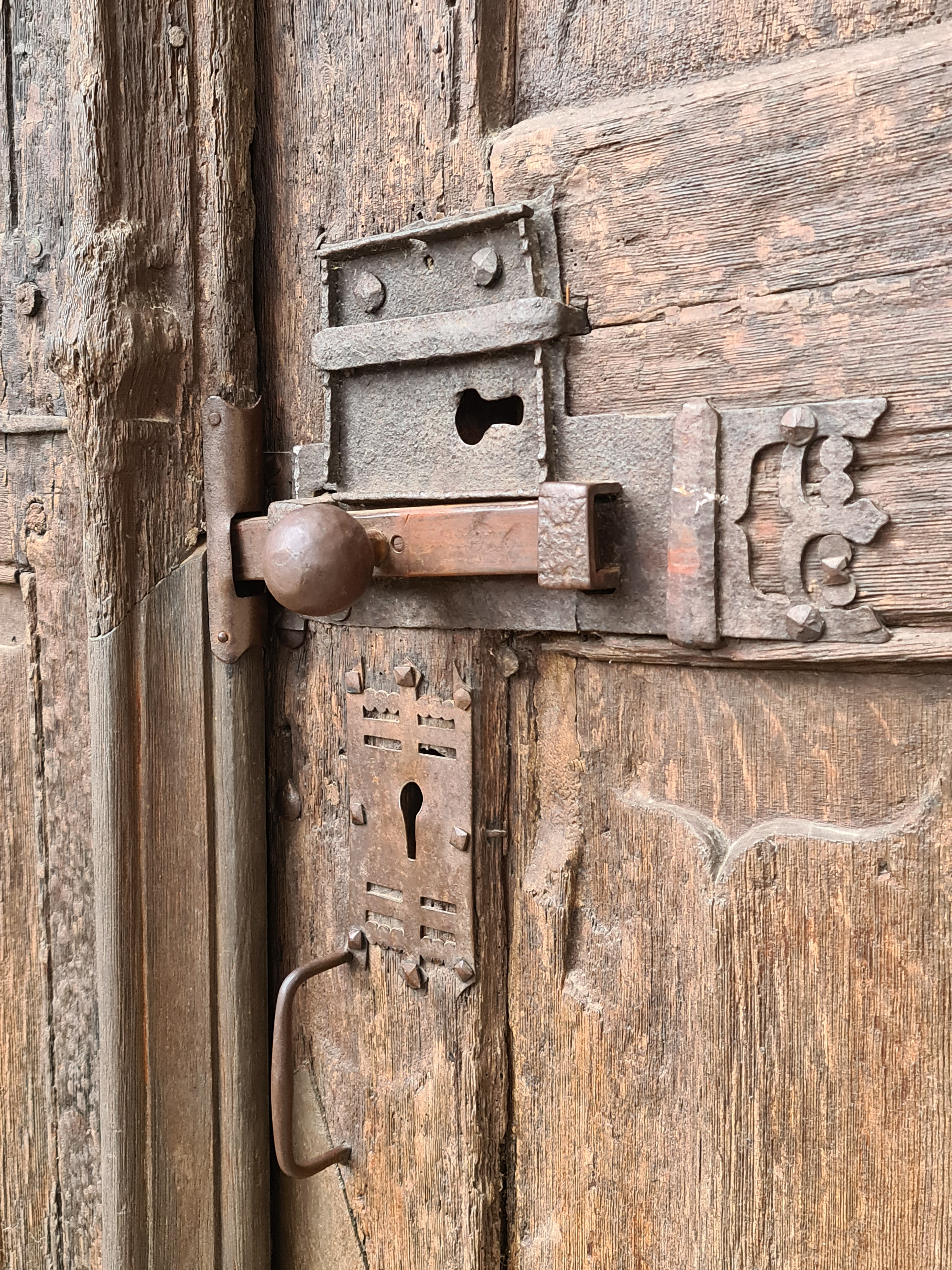
Détail de la porte serrure ancienne.

### Architecture intérieure et sculptures
La nef principale, haute de 10,50 m, est formée de quatre travées inégales et irrégulières voûtées en berceau brisé, les arcs-doubleaux en ogive reposent sur des chapiteaux sculptés de motifs végétaux. Le mur sud de la première travée devie vers le nord en raison des contraintes du terrain et peut-être du mur préexistant. Elle communique avec le bas-côté par des arcades légèrement ogivales. Pour cette nef latérale, la hauteur des voûtes en croisée d'ogive n'est plus que de 6,50 m. La troisième travée qui supporte le clocher est constituée d'arcs en plein cintre supportant une coupole sur trompe renforcée par huit nervures autour d'un oculus ; elle est interprétée comme une consolidation postérieure à la construction initiale.
Les deux nefs se terminent par des absides en cul-de-four brisé.
La deuxième pile cruciforme entre la nef et le bas-côté présente plusieurs particularités. Au pied se trouvent les fonts baptismaux. À l'ouest de la pile le seul chapiteau historié de l'édifice représente l'Éden en trois tableaux : à l'ouest le pommier, le serpent, Adam sous la forme d'un cœur et Ève en colombe ; au nord la colombe et la pomme et au sud la colombe et les flammes.
Au-dessous de la voûte de l'abside principale des arcs en mitre aveugle encadrés de colonnettes dans lesquels s'inscrivent les peintures des saints du chœur alternent avec les trois arcs en plein cintre des fenêtres du chevet,.

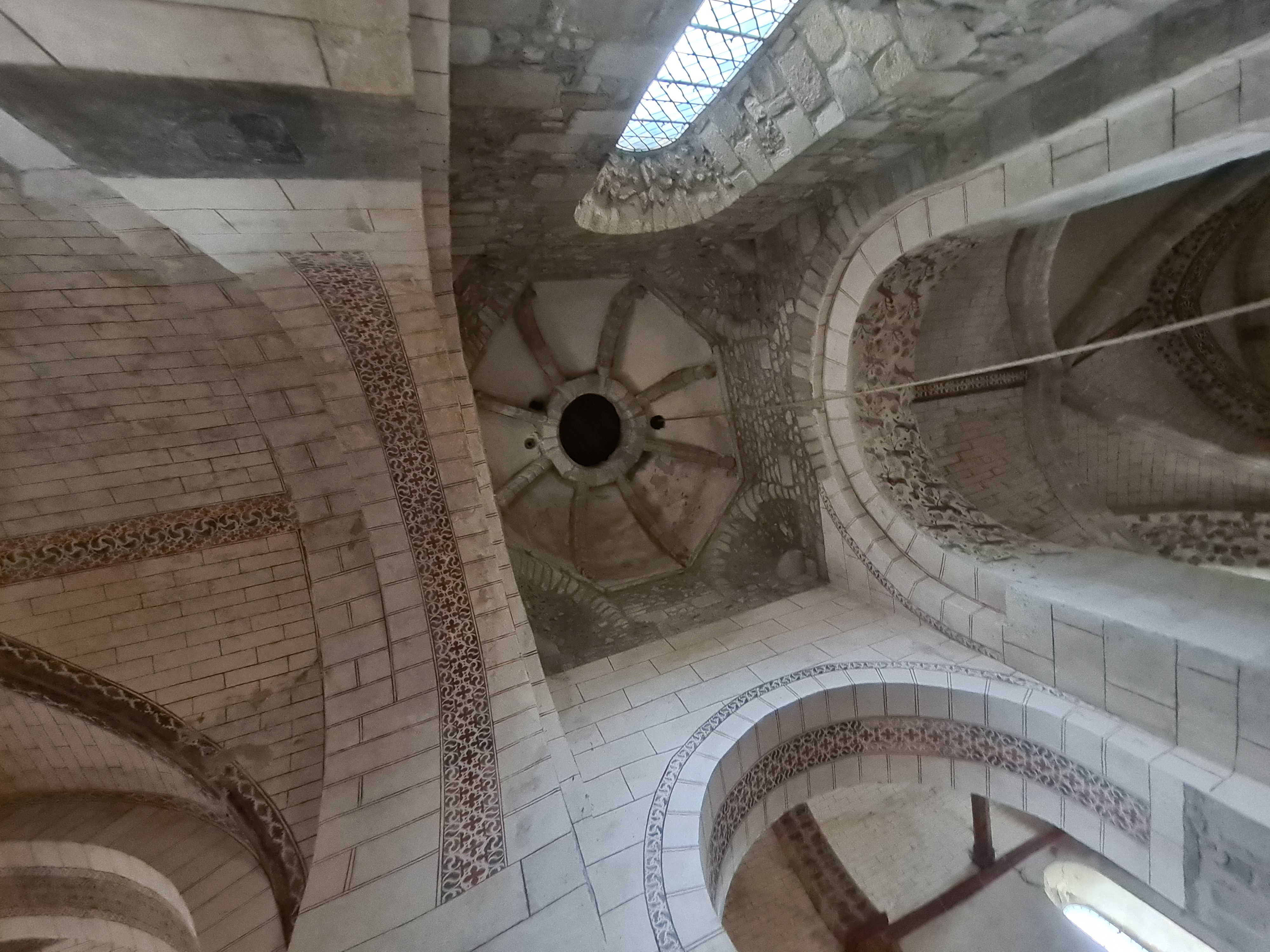
Voûte sur trompe du clocher, arcs doubleaux avec rinceaux.
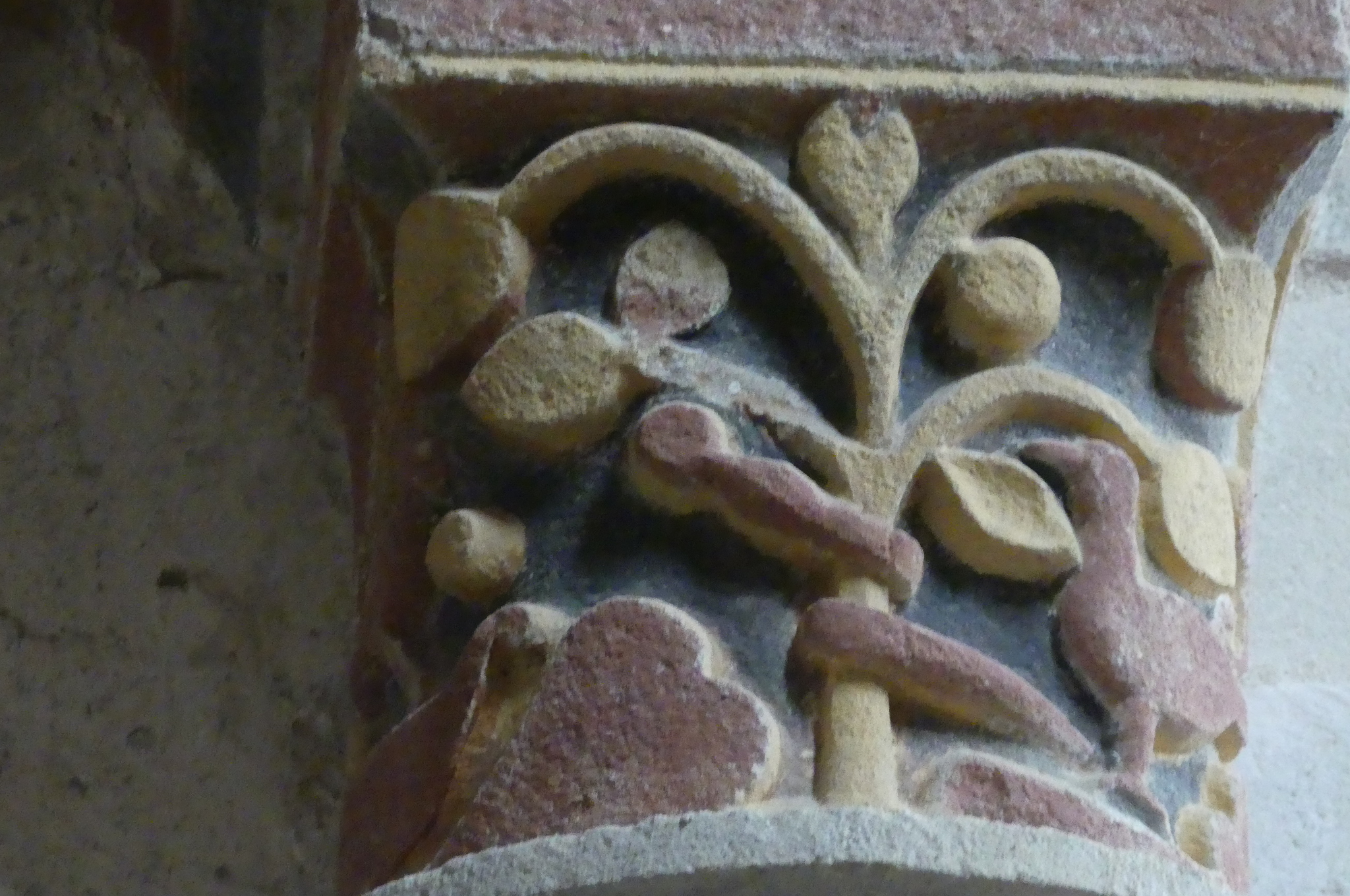
Paradis terrestre, Adam, Ève et le serpent.
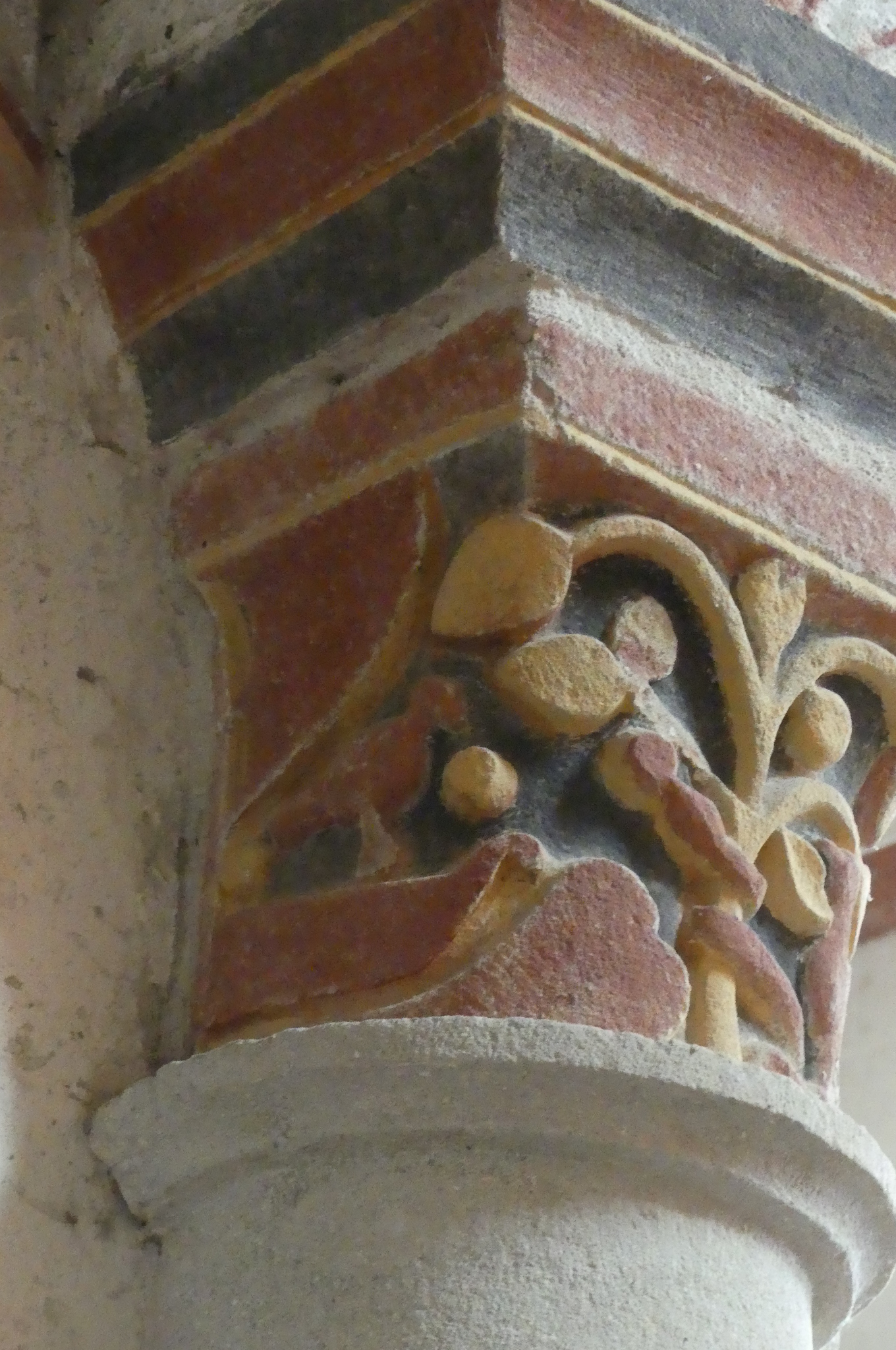
Paradis terrestre, la colombe et la pomme.
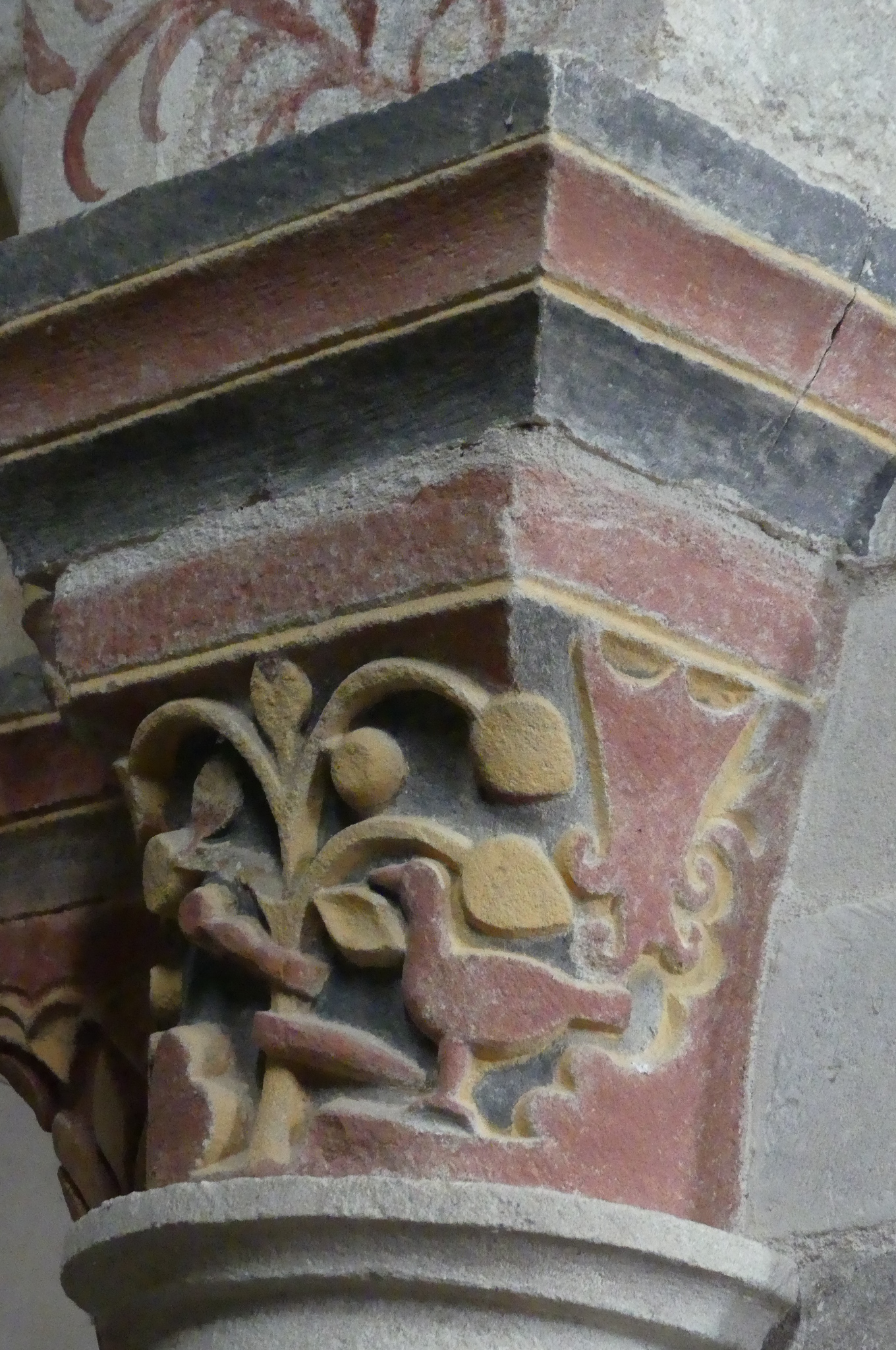
Paradis terrestre, la colombe et les flammes.
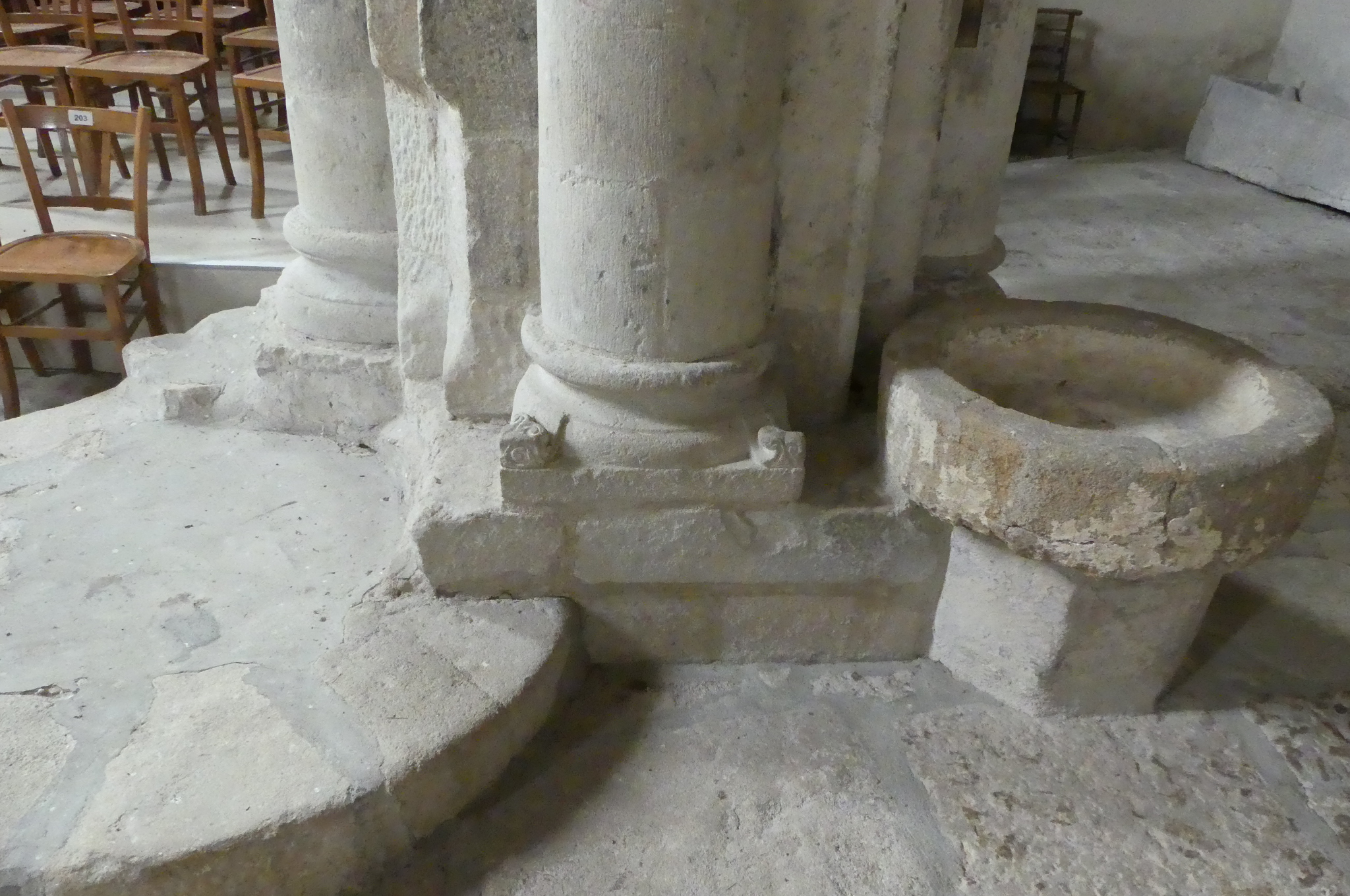
Fonts baptismaux.

### Peintures murales
Les peintures murales ont bénéficié des restaurations successives depuis 1969 et de découvertes et mises au jour en 1971-1976. Les décors de rinceaux, les chapiteaux peints, l'iconographie du martyre de saint Principin, la litre seigneuriale et le riche décor du chœur en font un des haut lieux de la route des églises peintes du Bourdonnais.

#### Le supplice de saint Principin
Sur le mur sud de la nef, proche du chœur, une longue frise encadrée par un ruban développe en six tableaux le martyre de saint Principin. Elle se lit de droite à gauche : le roi des goths Agrippin, le bourreau brandissant la hache, Principin chemine portant sa tête, à la porte de l'église Saint-Pierre le portier aveugle Macaire accueille le céphalophore, la tête est posée sur l'autel puis Principin est enseveli. Les noms des principaux personnages sont inscrits dans des cartouches en lettres gothiques. Cette fresque du XIVe siècle redécouverte en 1971 mentionne les noms et les éléments de la chasse de saint Principin du prieuré Saint-Pierre-et-Saint-Paul de Souvigny, nécropole des ducs de Bourbon depuis 1375 où ses reliques avaient été translatées. C'est le premier document iconographique de ce martyre ,, François Énaud, après d'autres, évoque le parallèle prestigieux avec saint Denis le céphalophore vénéré dans la basilique Saint-Denis, nécropole des rois de France.

#### Le décor du chœur
Le cul-de-four en arc brisé porte un christ en majesté dans sa mandorle entouré du tétramorphe. le Christ est étonnamment affublé d'une barbe blanche de Père éternel que certains attribuent à des restaurations maladroites. Sur le registre au-dessous une frise d'anges musiciens avec à droite l'archange saint Michel surmonte les arcs en mitre aveugle alternant avec les ouvertures portant les représentations des saints du chœur : saint Pierre et saint Paul puis, à droite, saint Jean l'évangéliste avec saint Antoine et sainte Marie Madeleine avec sainte Catherine. Cet ensemble est daté de la Renaissance, début du XVIe siècle sauf les saints du premier registre qui seraient du début du XVe siècle.

#### Litre et saint Christophe
Au début du XVIe siècle les Villelume, seigneurs de La Roche-Othon font édifier leur chapelle au nord de l'édifice et l'ornent d'une litre qui s'étend aussi sur l'absidiole ; elle porte des illustrations de chevalier ainsi que les armes de la famille.
En bas de la nef, face à l'entrée, un grand saint Christophe accueille le paroissien, il est censé protéger de la malemort. Il est daté de 1580.

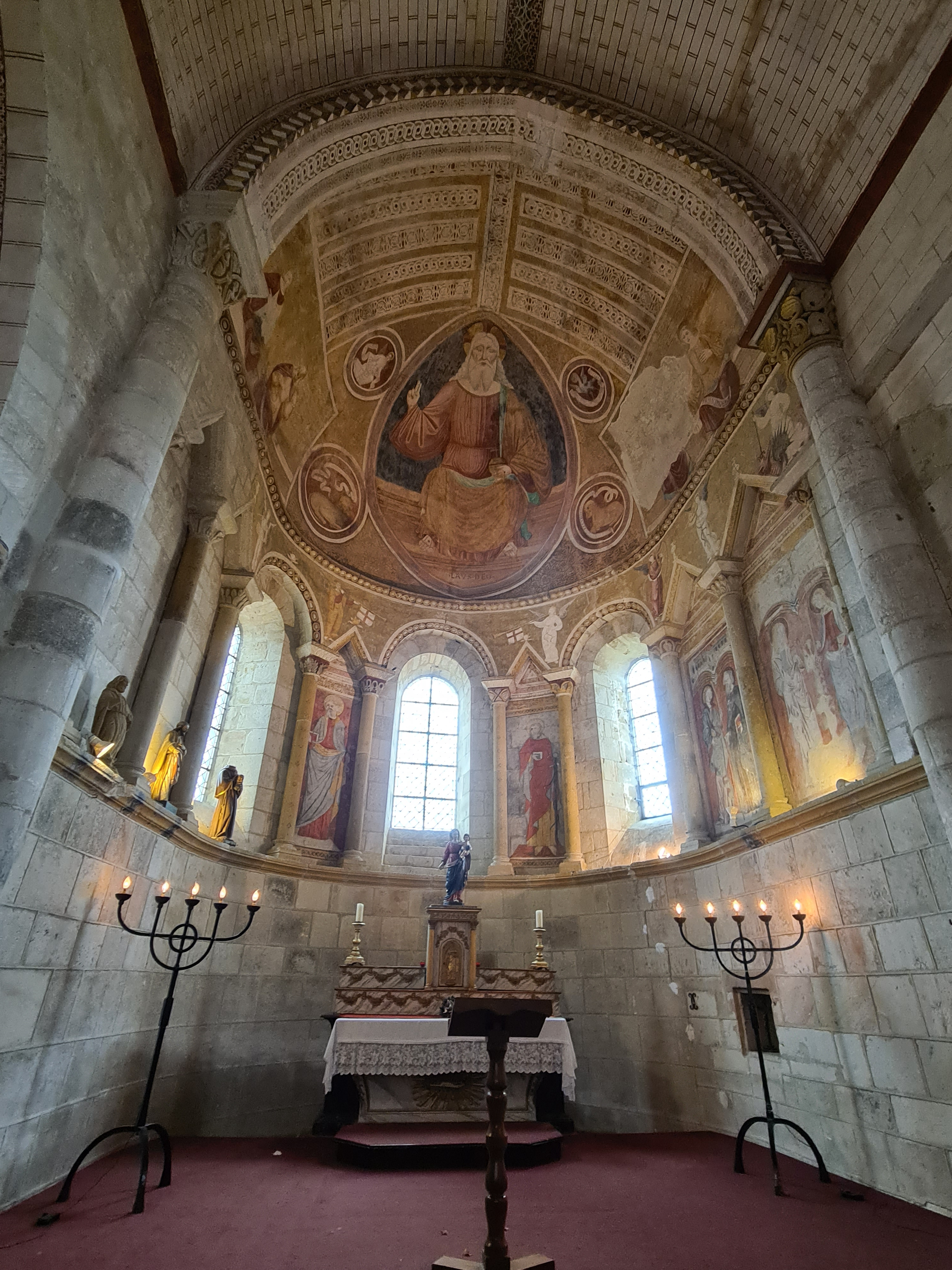
Abside peinte.
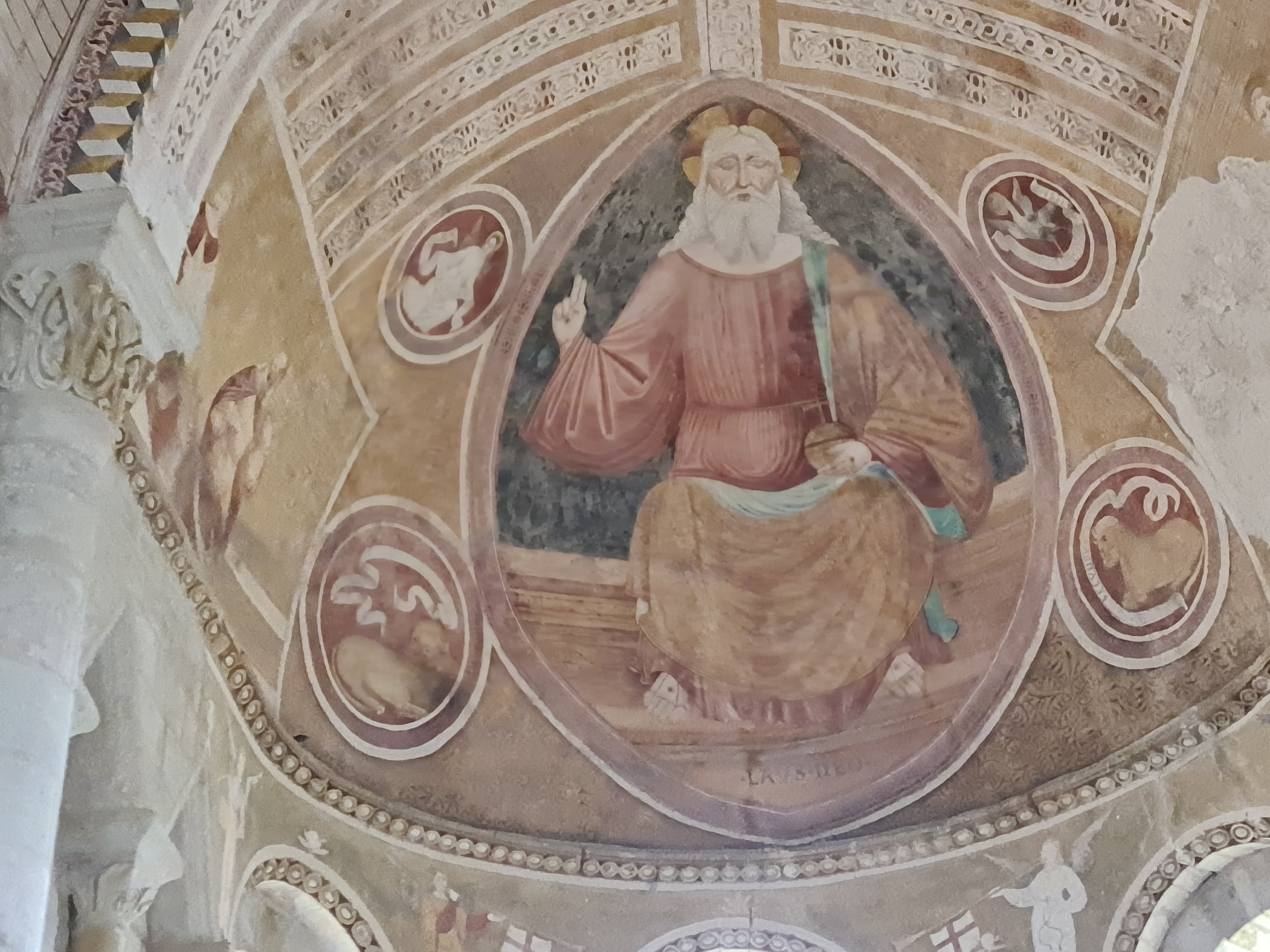
Christ dans sa mandorle, les quatre évangélistes, anges musiciens et saints du chœur.
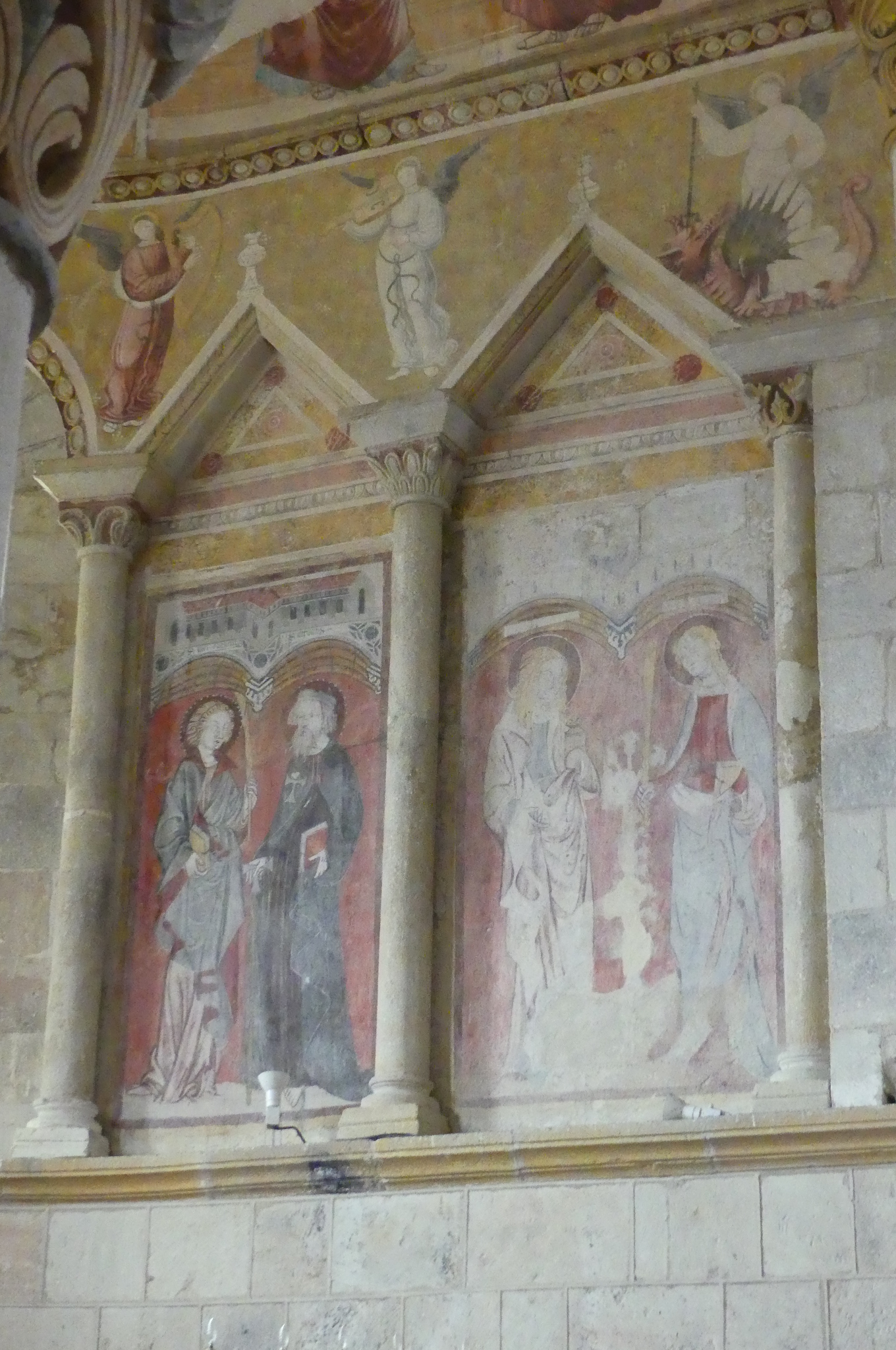
Dans les arcs mitrés saint Jean, saint Antoine, sainte Madeleine sainte Catherine, anges musiciens et saint Michel.
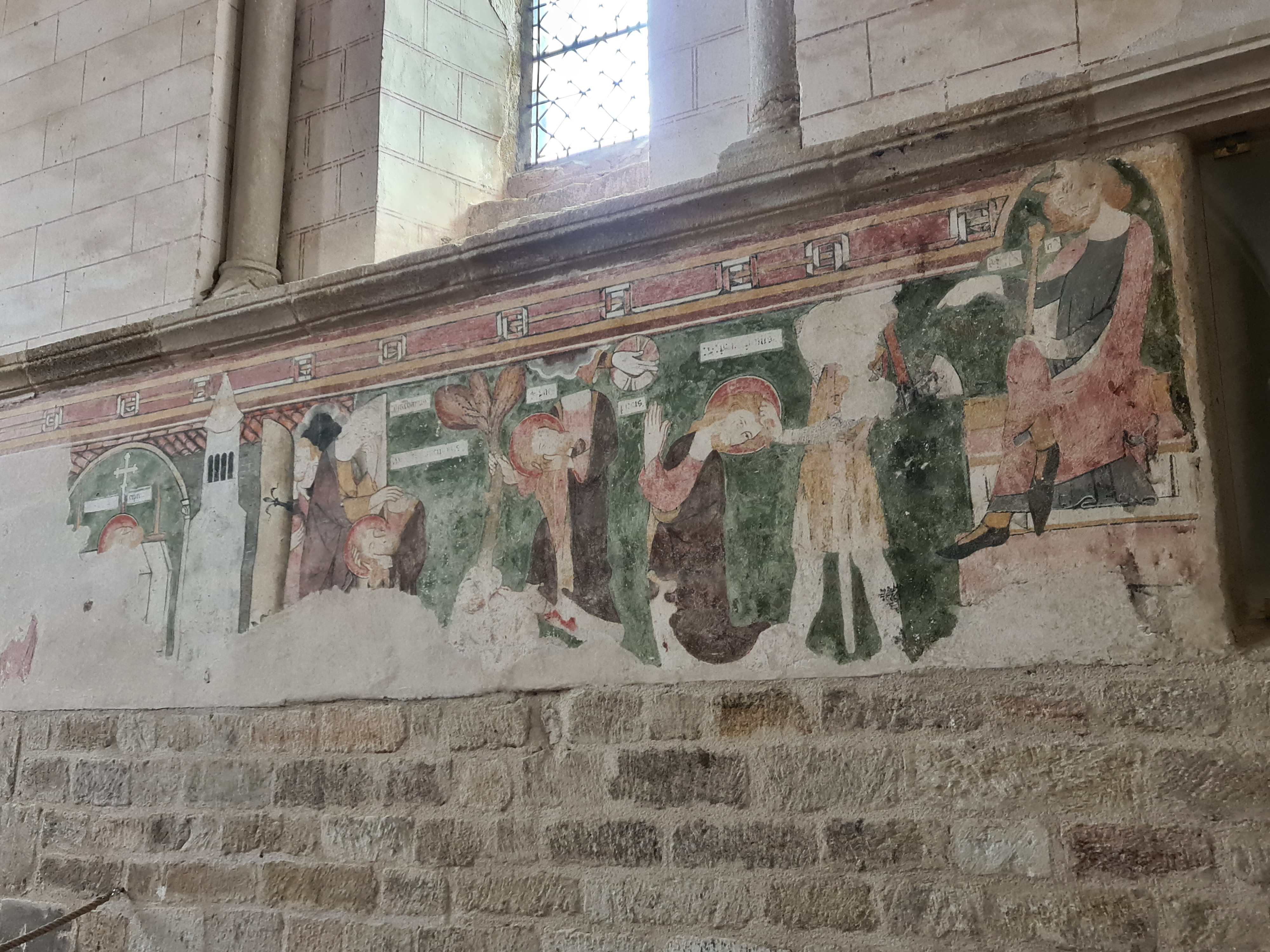
Martyre de saint Principin XIVe mur sud à lire de droite à gauche.
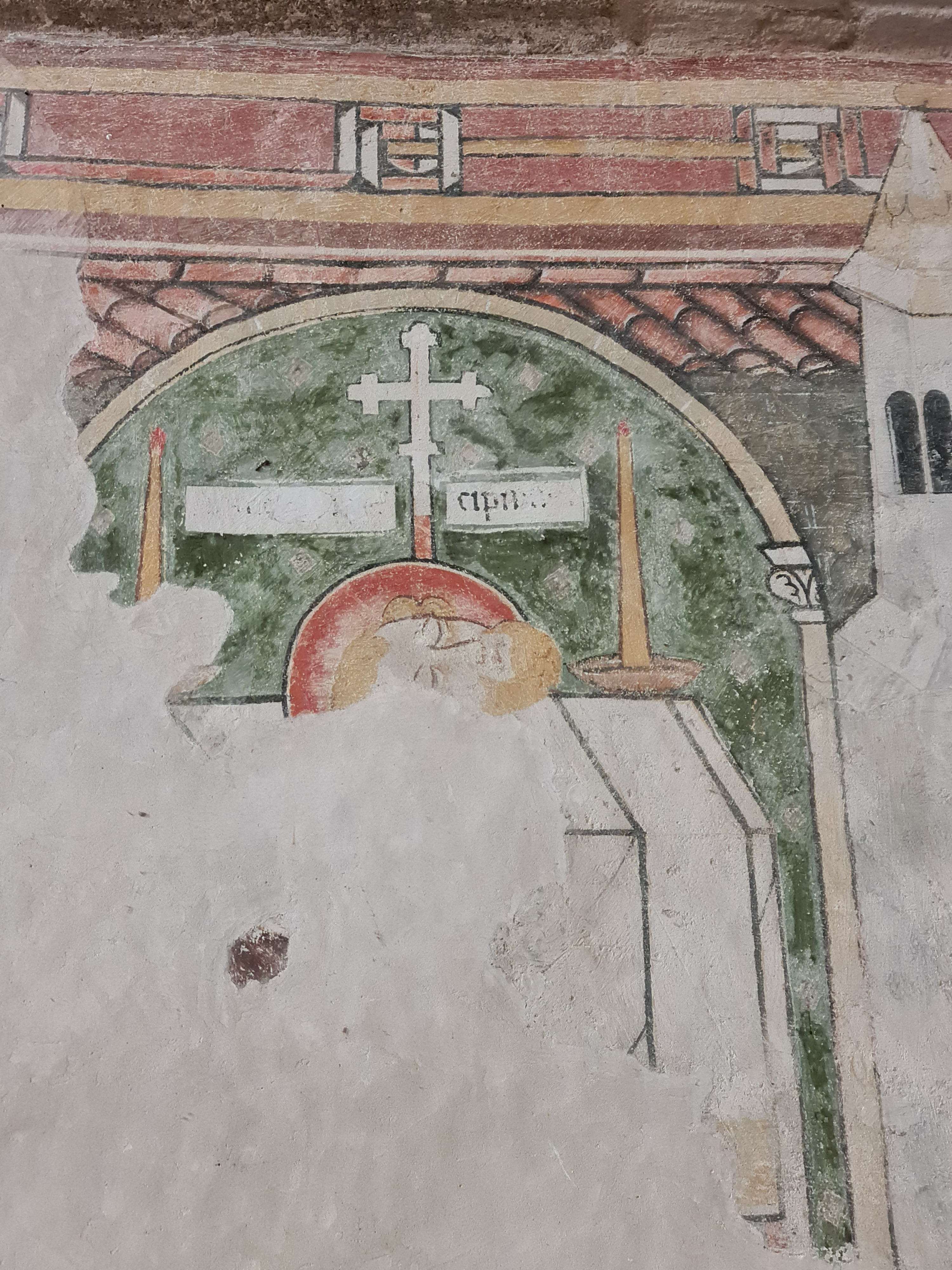
Martyre de saint Principin : le chef du céphalophore sur l'autel.
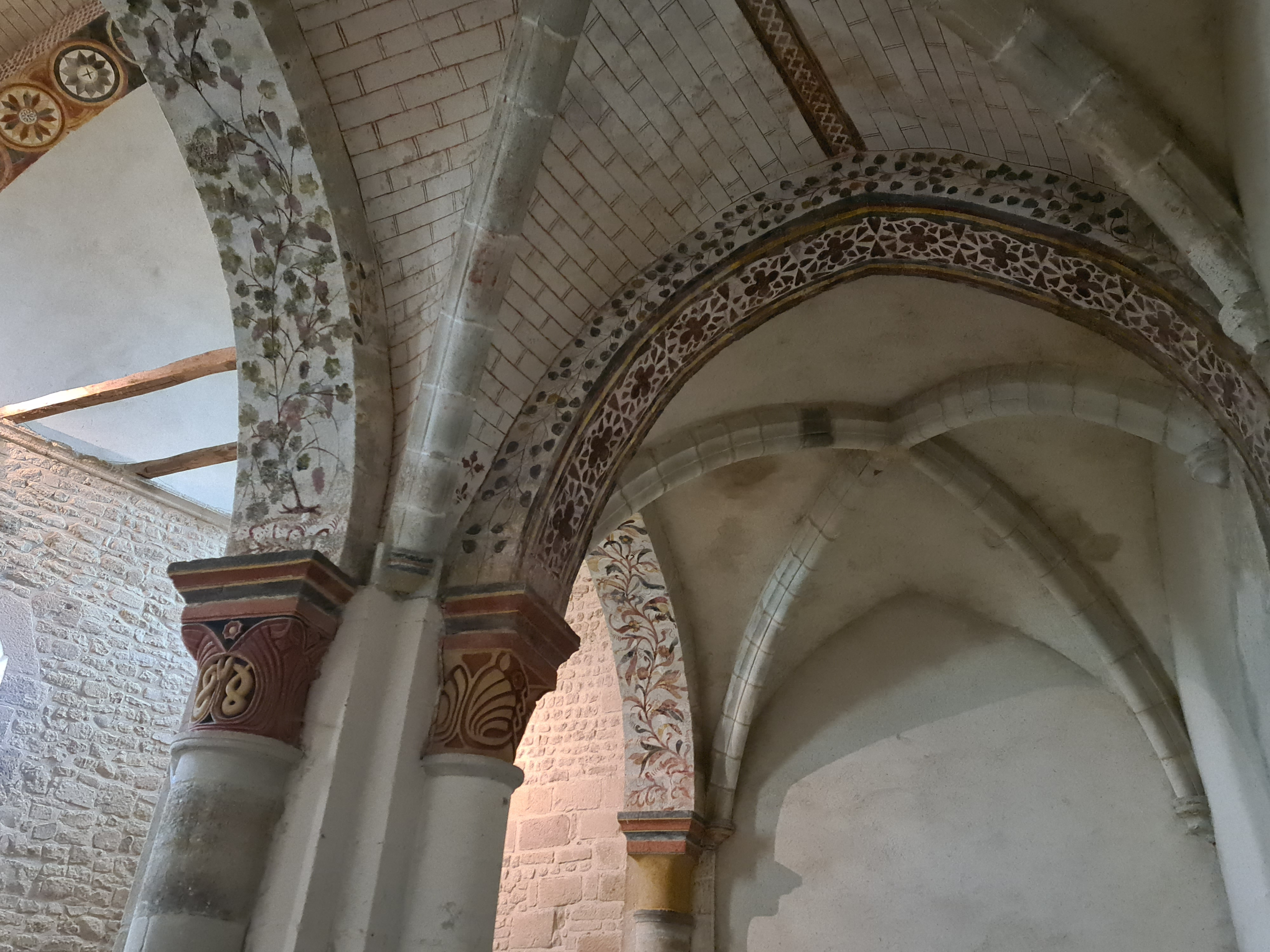
Rinceaux.
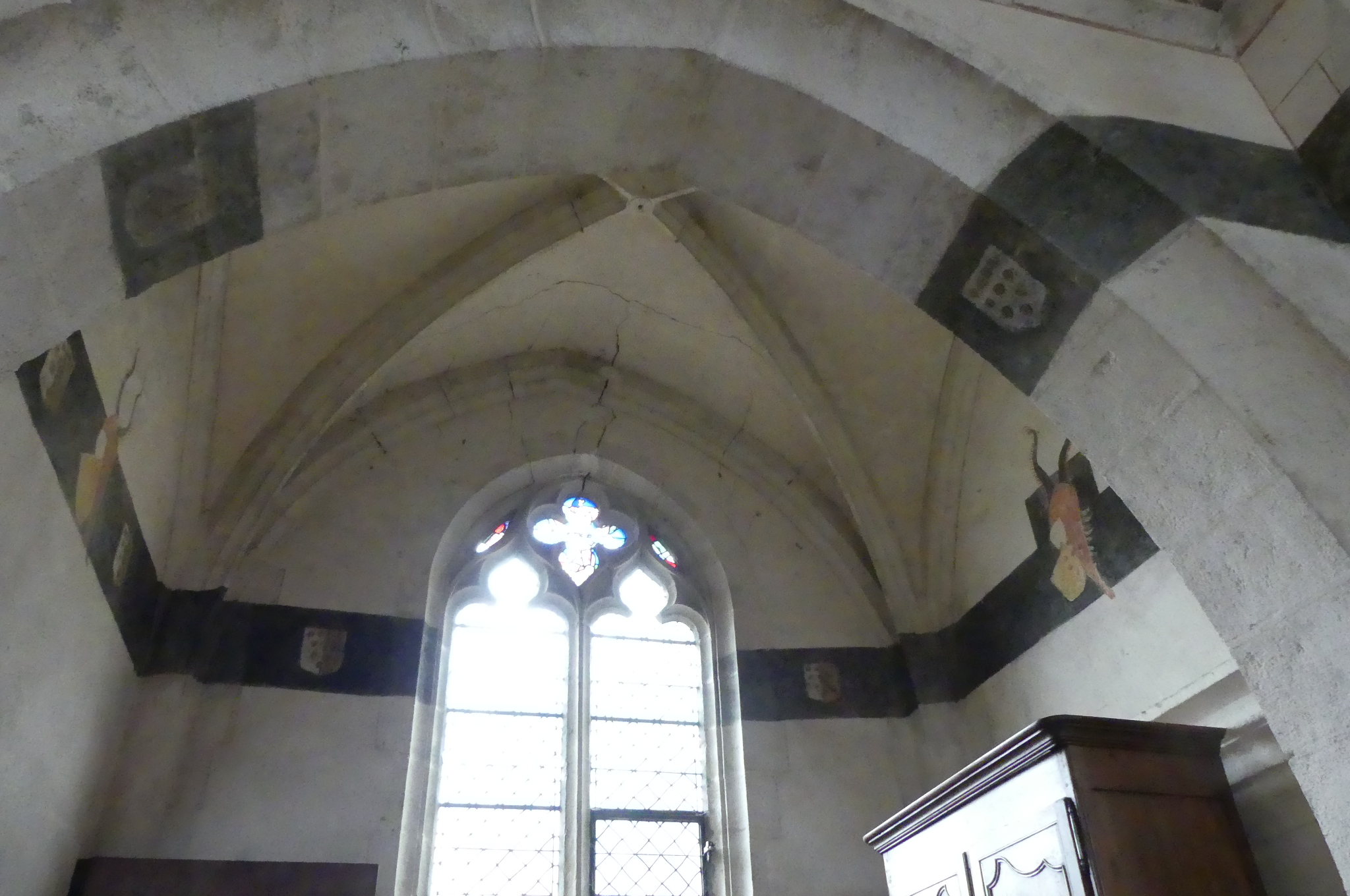
Litre seigneuriale aux armes des Villelume.
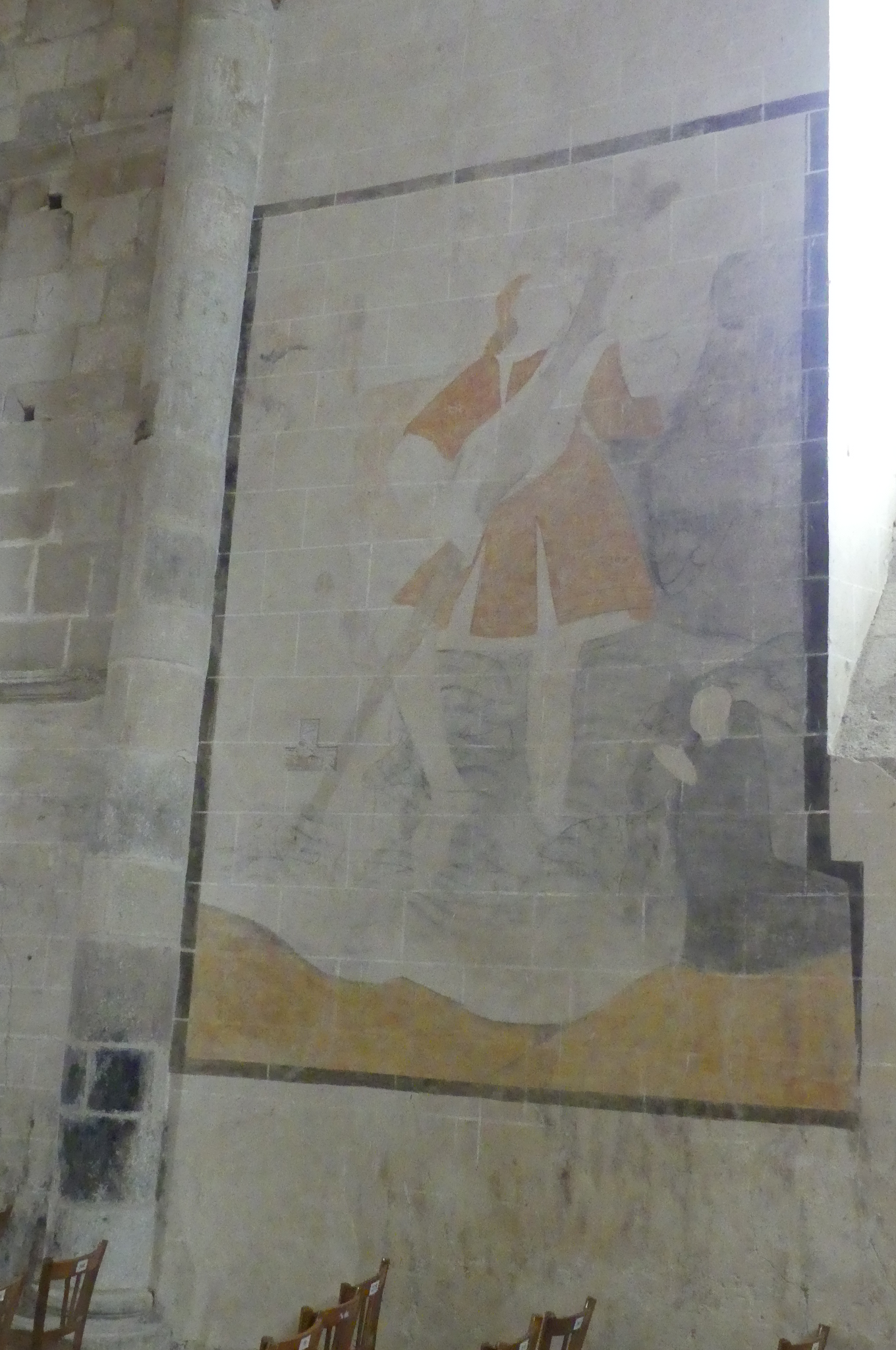
Saint Christophe 1580 protecteur face à la malemort.

### Mobilier
Dans le bas-côté nord sont déposés un sarcophage sans son couvercle et un coffre pour les vêtements sacerdotaux du XVe siècle. Dans l'absidiole un lutrin coffre à pivot porte un livre de plain-chant et voisine avec une surprenante chaise double réputée destinée aux couples qui se sont disputés.
La statuaire commence au XIIIe avec un saint Pierre assis dans une niche du mur sud, une Vierge à l'Enfant en bois polychrome fait l'objet d'une inscription comme une statue en pierre de saint Luc placée dans le chœur et un christ en bois du XVIe sur le mur occidental de la nef.
Une peinture à l'huile anonyme du XVIe siècle, probable ancien retable, représentant une adoration des mages, est accrochée au mur sud de la nef.

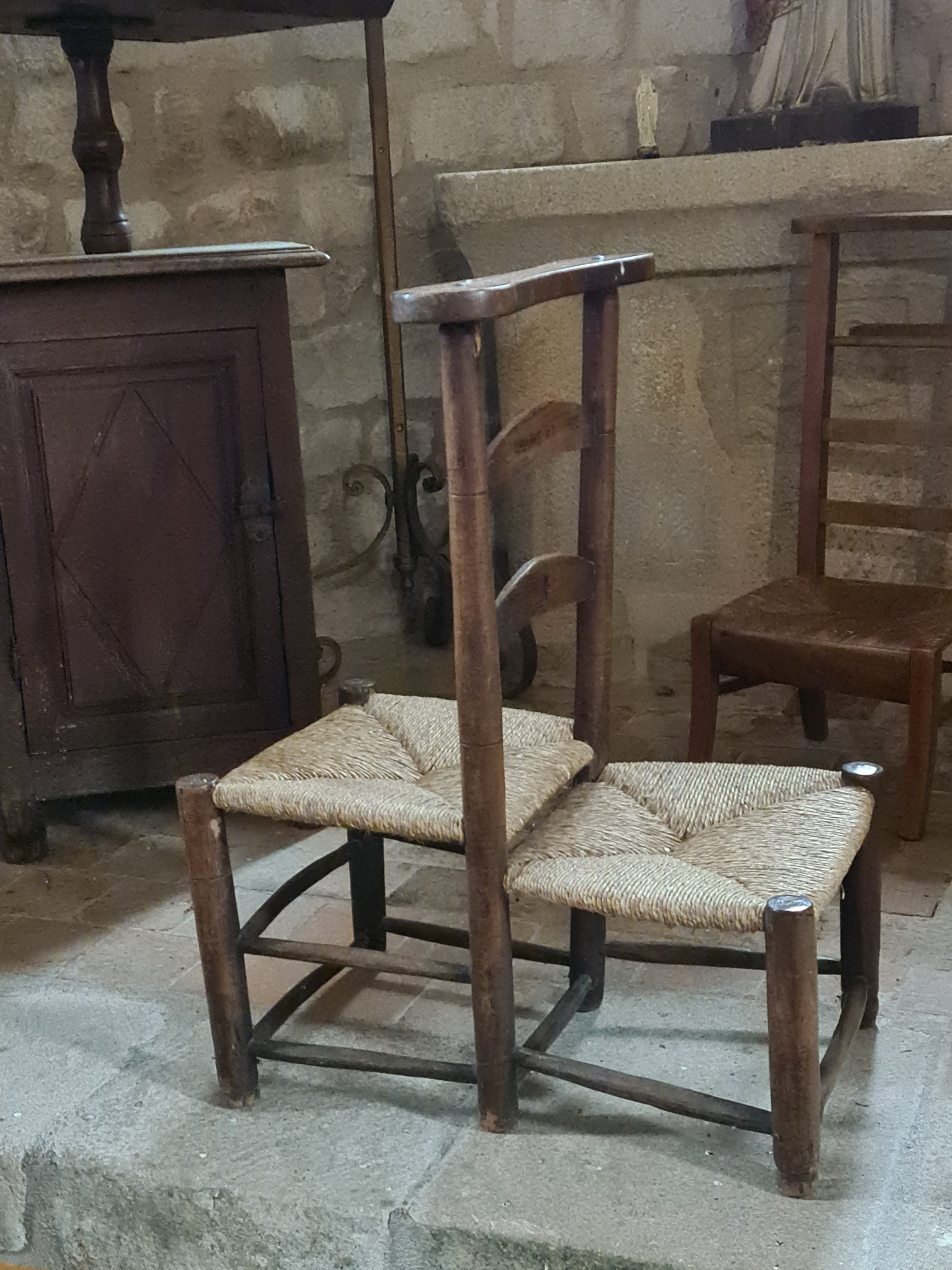
Chaise double de réconciliation.
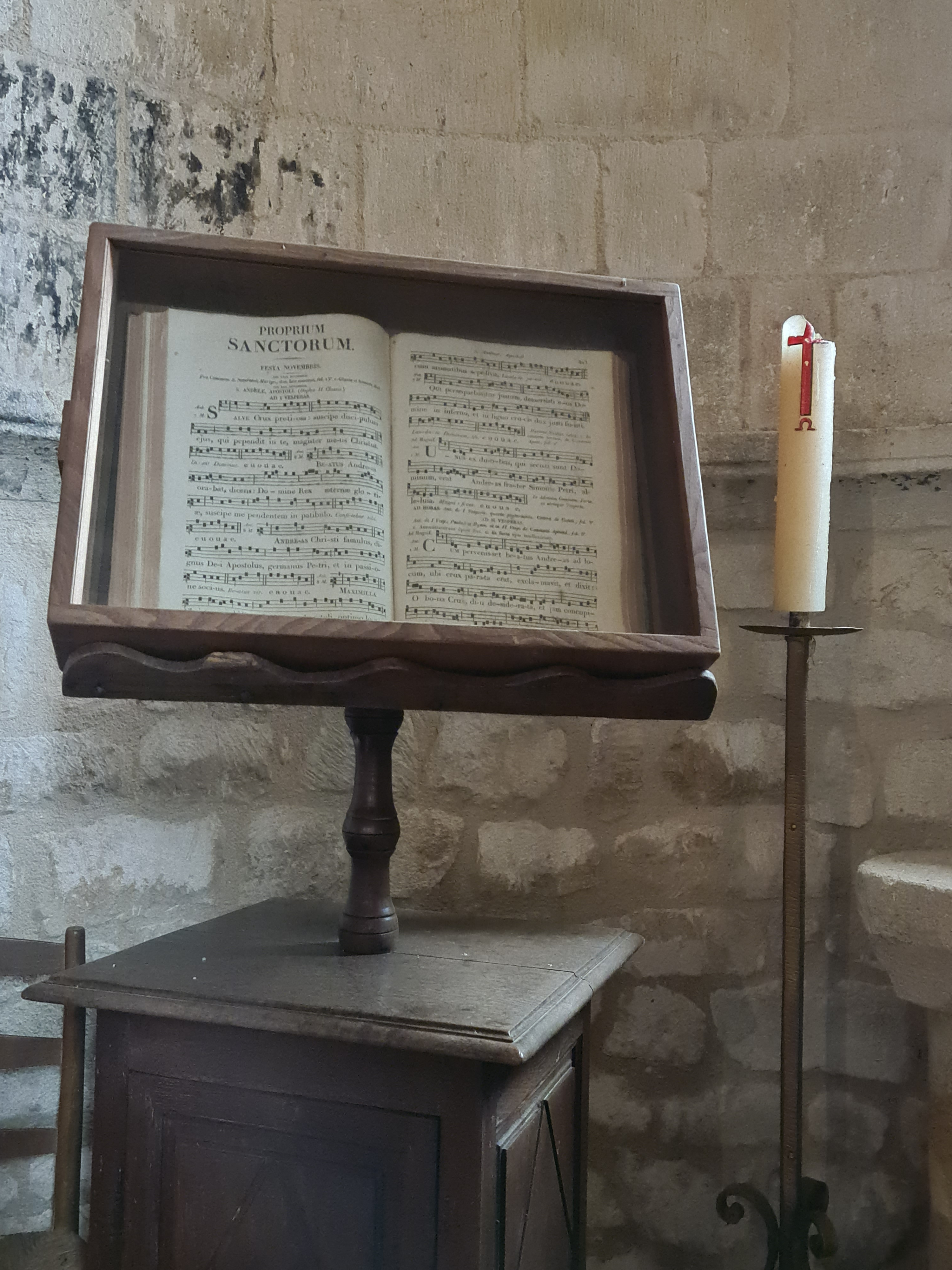
Lutrin et livre de plain chant.
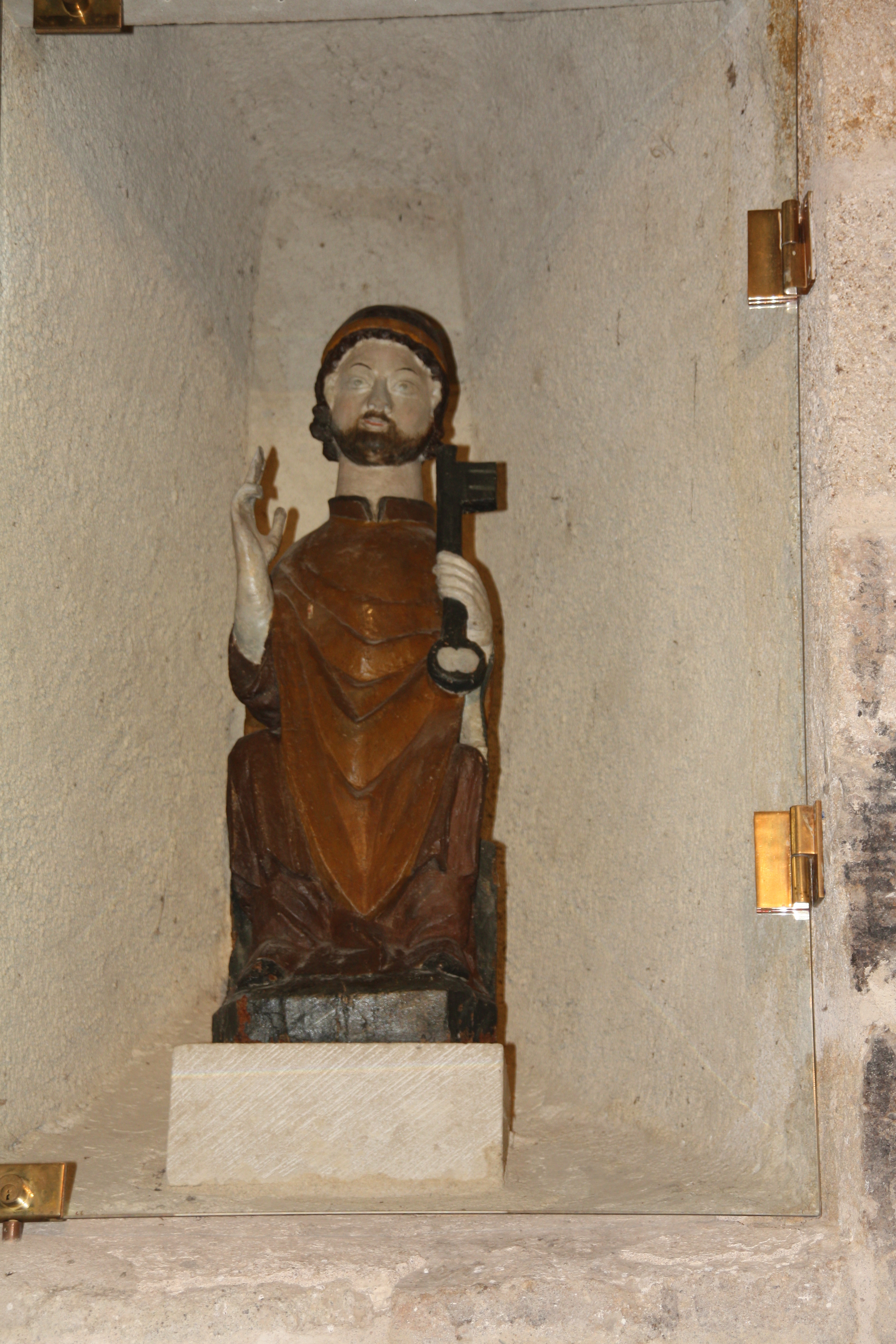
Saint Pierre statue bois XIIIe.
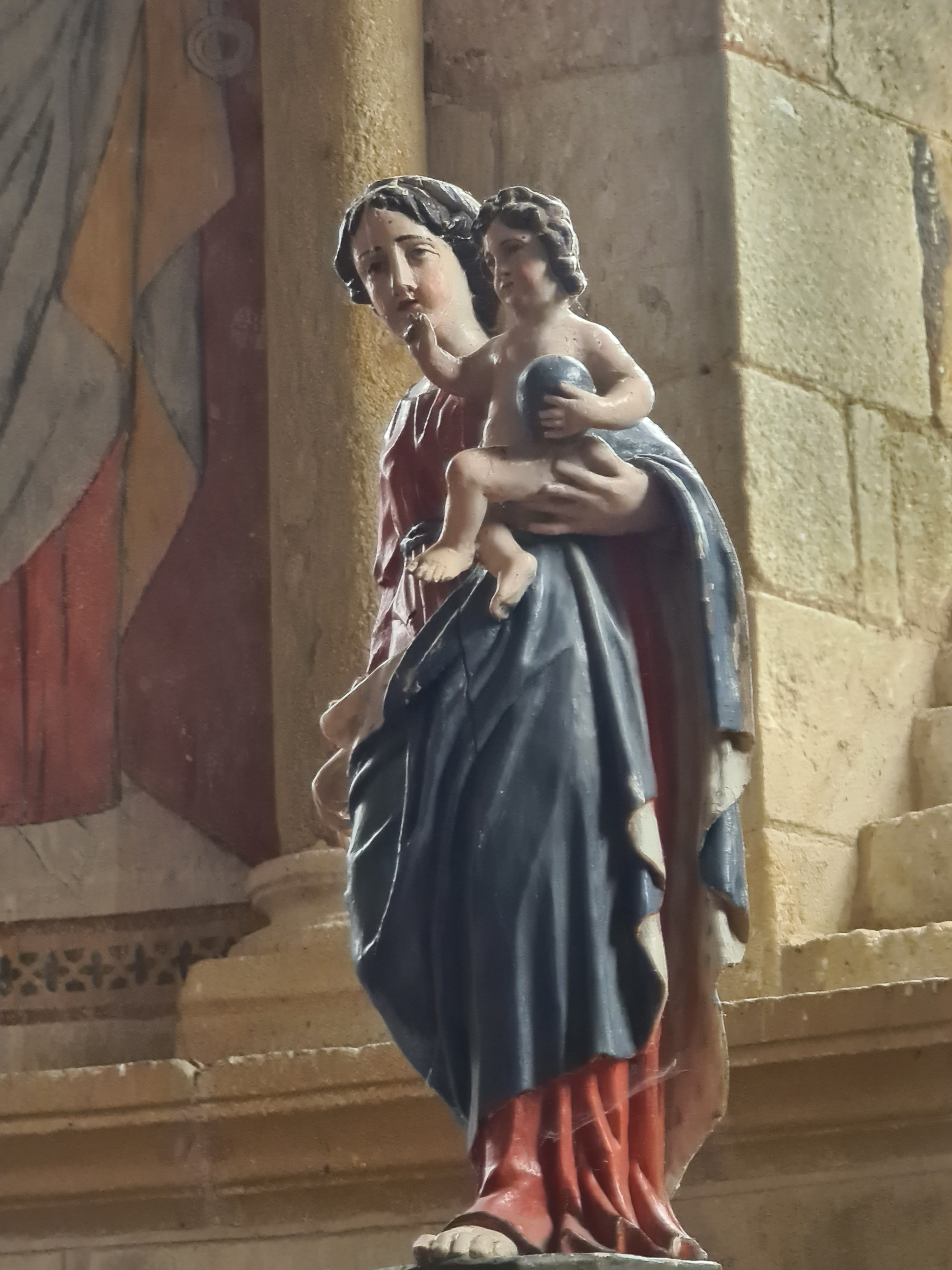
Vierge à l'Enfant.
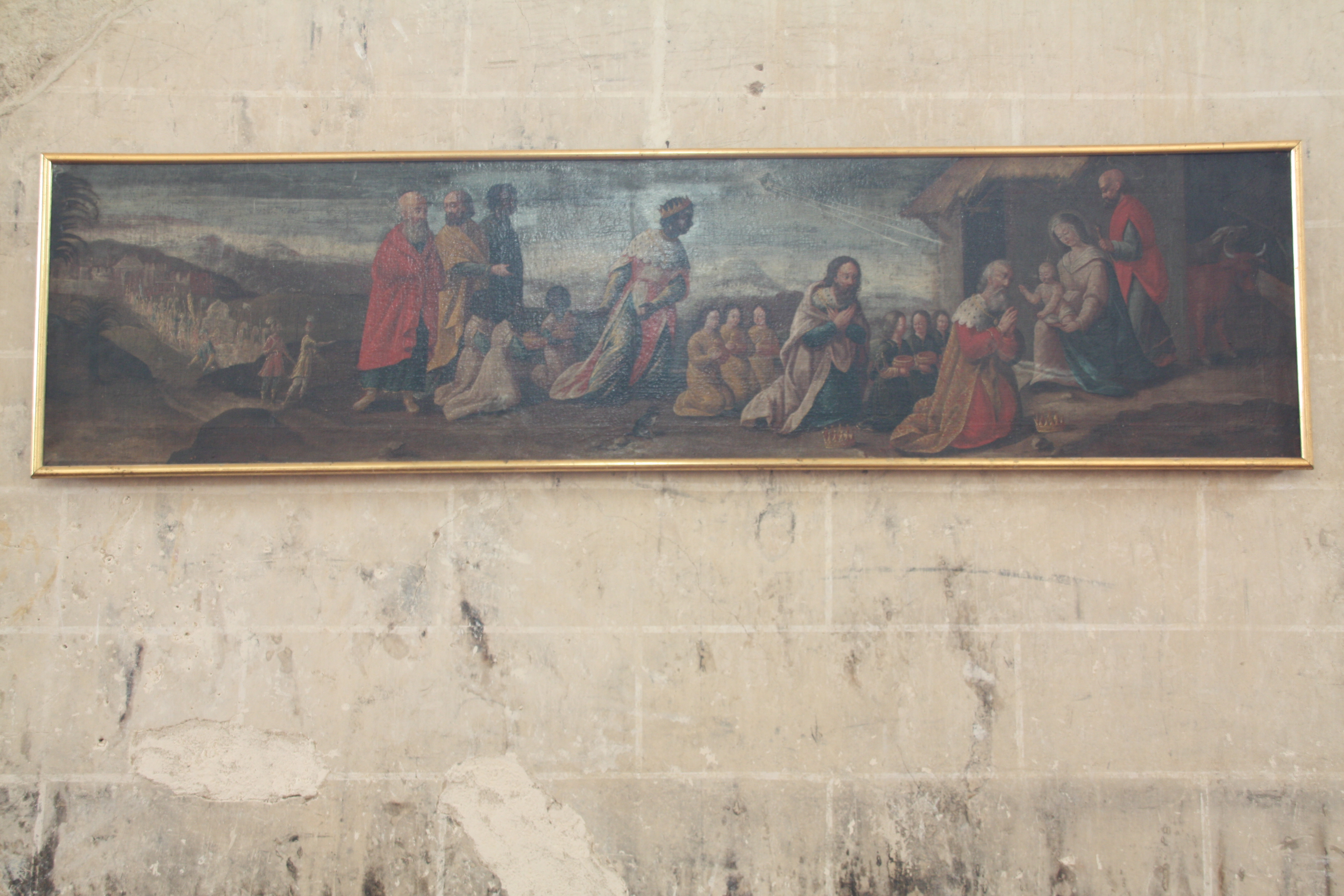
Adoration des mages peinture à l'huile anonyme XVIe.

## Restaurations et Festival de musique en Bourbonnais
Au milieu du XXe siècle l'état de l'église, monument historique en péril, mobilise l'association Les amis du Vieil Hérisson qui organise le Festival de Musique de Châteloy et Souvigny en Bourbonnais pour débuter les restaurations nécessaires et financer la part communale. Les travaux commencent dès 1969. En 1975 un organisme spécifique, le Festival de Musique en Bourbonnais, est créé, accompagnant l'élargissement des lieux de concert et sa réputation nationale. Ses objectifs, servis par des bénévoles, sont toujours la restauration de l’église romane de Châteloy et le rapprochement de la musique au plus près de la ruralité avec le soutien du Conseil départemental de l'Allier. Après la restauration et les découvertes des peintures murales dans les années 1970, les restaurations se sont succédé ; en 2012 c'est l'ensemble de la couverture qui est mise en chantier. Elle est devenue une des splendeurs romanes de la route des églises peintes du Bourbonnais.